# Ochthera caeruleovittata
Ochthera caeruleovittata är en tvåvingeart som beskrevs av Friedrich Georg Hendel 1930. Ochthera caeruleovittata ingår i släktet Ochthera och familjen vattenflugor.
Artens utbredningsområde är Bolivia. Inga underarter finns listade i Catalogue of Life.